# Lisa Lisa (JoJo's)
Elizabeth Joestar, más conocida como Lisa Lisa (リ サ リ サ, Risa Risa), es un personaje ficticio que aparece en el manga y anime JoJo's Bizarre Adventure, específicamente en la segunda parte, Battle Tendency.

## Historia de publicación
Lisa Lisa aparece por primera vez en el último capítulo de la primera parte de JoJo's, Phantom Blood, el capítulo en cuestión es el número 43 (Fuego y hielo, Jonathan y Dio (5)), ahí hace su aparición como una bebé de dos meses, y luego aparece en la segunda parte de JoJo's, Battle Tendency, concretamente en el capítulo 71 (Lisa Lisa, la maestra del Hamon (1)), en este arco tiene un papel principal.
Lisa Lisa fue creada por Hirohiko Araki como una mujer de carácter fuerte que ha sido moldeado así a través de los años. Es también una mujer de apariencia bastante joven y sexy, a pesar de sus 50 años. Sin mencionar que su manejo del Hamon y su técnica de combate son magistrales.
Su nombre es en referencia a la banda estadounidense de pop freestyle Lisa Lisa and Cult Jam.
Es la madre del protagonista de su arco, Joseph Joestar (cosa que no es revelada sino hasta casi el final), hijo que tuvo con George Joestar II, cuyo padre es Jonathan Joestar, protagonista de la primera parte.

## Biografía ficticia

### Primeros años
Durante los acontecimientos del final de Phantom Blood, cuando Jonathan Joestar está muriendo y los secuaces zombis de Dio están destruyendo el barco y asesinando a todos a bordo, una pequeña bebé de dos meses de edad cae el suelo ya que su madre fue asesinada por un zombi, ésta bebé es encontrada por Erina, quien se la lleva en brazos a encontrarse con Jonathan quien le pide que se la lleve y escapen, pues su destino ya está sellado. Erina y la bebé escapan y son rescatadas del mar donde estaban flotando días después.
Erina le da la bebé a Straizo, quien la cría como a su hija en un monasterio, donde la niña crece y se entrena en el uso del Hamon, pues Straizo es un maestro del Hamon. La mujer llamada Elizabeth contrae matrimonio con el hijo de la mujer que le salvó la vida, George Joestar II, quien es un piloto del ejército británico, y con quien procrea un hijo al que llaman Joseph.

### Triste pasado de Lisa Lisa
Por obras del destino, George es asesinado por uno de sus superiores quien era en realidad un zombi de DIO que sobrevivió a la explosión del barco; al saber esto, Elizabeth toma la decisión de buscar venganza y asesinar al zombi de un golpe haciendo uso de su técnica de Hamon pero es descubierta y señalada de asesinato. Tras esto, gracias a Speedwagon y su fundación, decide alejarse de todo y huir a Italia dejando a su hijo al cuidado de su abuela Erina y cambia su nombre por Lisa Lisa.

### Maestra del Hamon
Recluida, Lisa Lisa vive en la Isla Air Supplena en Venecia solamente acompañada por su criada Suzie Q.
En algún punto, Lisa Lisa le enseña el Hamon a Caesar A. Zeppeli, Meshina y Loggins. 
Caesar va junto con Joseph Joestar a que Lisa Lisa los entrene durante un mes entero, para que enfrenten a los Hombres del Pilar, quienes buscan la Piedra Roja de Aja, la cual está al cuidado de Lisa Lisa.
Al final Lisa Lisa y JoJo logran vencer a los Kars perfecto y reanudan sus vidas, Joseph ahora sabe que Lisa Lisa es su madre. Lisa Lisa se vuelve a casar con un escritor de Hollywood desconocido.

## Otros medios
Lisa Lisa aparece el anime JoJo's Bizarre Adventure: The Animation desde el episodio 16 en Battle Tendency, aunque aparece en el episodio 9 cuando era una bebé.
Hace un cameo en el videojuego de arcade desarrollado por Capcom JoJo's Bizarre Adventure: Heritage for the Future. Y también es un personaje jugable en JoJo's Bizarre Adventure: All Star Battle y JoJo's Bizarre Adventure: Eyes of Heaven.

## Curiosidades
- Su nombre es en referencia a Lisa Lisa and Cult Jam.

- En un diálogo de victoria haciendo equipo con Jonathan Joestar en JoJo's Bizarre Adventure: Eyes of Heaven, él le agradece  por darle el honor de luchar junto a una maestra de Hamon como ella, y ella le dice que "su deuda está saldada", en referencia a como la salvó cuando era una bebé.

- Su voz en inglés es realizada por Weende Lee.[2] Quien es también la voz en inglés de Faye Valentine en Cowboy Bebop, Luca en Berserk (2016), Bulma en Dragon Ball Super y múltiples personajes en Naruto y Bleach.